# Лоизидис, Лазарос
Лазарос Лоизидис (греч. Λάζαρος Λοϊζίδης; р. 16 марта 1976) — греческий борец вольного стиля, двукратный бронзовый призёр чемпионатов Европы.

## Биография
Лазарос Лоизидис родился в казахстанском Талды-Кургане. С распадом СССР семья выехала на историческую родину. В настоящее время проживает в городе Салоники.
Участник двух Олимпиад. В 1996 году в Атланте стал 20-м. В Афинах в 2004 году был 6-м.
Участник пяти чемпионатов мира. Лучший результат — 9 место (2001, 2007).
Участник 10 чемпионатов Европы. Дважды был бронзовым призёром (2004, 2005).